# Gustav Pongratz
Gustav Pongratz (Ljubljana, 24. lipnja 1851. – Zagreb, 6. listopada 1925.), bio je slovensko-hrvatski gospodarstvenik.

## Životopis
Najstariji je sin Guida Pongratza, slovensko-hrvatskog građevinskog poduzetnika, veletrgovaca, industrijalaca i bankara.
Nakon smrti njegovog oca 1889. godine, tvrtku G. Pongratz i glavninu obiteljskog bogatstva preuzeo je Pongratz. On je s barunom Petrom Draganom Turkovićem u Zagrebu osnovao Zagrebačku pivovaru.
Pongratz je bio ključni pokrovitelj slikara Vlahe Bukovca uz Luju Vranyczanyja. Bukovac je portretirao cijelu zagrebačku (majku Jeanette, Gustava i Zoru, te troje njihove djece), a potom i slovensku granu obitelji tijekom 1893. i 1894. godine.
Pongratz se oženio barunicom Zorom Živković, kćerkom baruna Jovana Živkovića Fruškogorskog, dugogodišnjega podbana i jednoga od autora Hrvatsko-ugarske nagodbe. Imali su troje djece, Ivana (rođenog 1886.), Veru (rođenu 1887.) i Guida mlađeg (rođenog 1890.).

## Vanjske poveznice
- Fotografija Gustava Pongratza, 1910., djelo Rudolfa Mosingera